# Breitenborn/Lützel
Breitenborn/Lützel ist der kleinste Ortsteil der Gemeinde Biebergemünd im hessischen Main-Kinzig-Kreis.

## Geografie

### Geografische Lage
Breitenborn/Lützel liegt von Wald umgeben im Naturpark Spessart im Lützelbachtal, einem Zufluss der Bieber. Die Kreisstraße 893 verbindet die beiden Teilorte Breitenborn und Lützel und verbindet sie, in Richtung Nordosten, mit dem nächsten Ortsteil Lanzingen. Nördlich am Ort vorbei verläuft die Bundesstraße 276, die Deutsche Ferienroute Alpen–Ostsee.

### Nachbargemeinden
Breitenborn/Lützel grenzt im Nord-Osten an den Ortsteil Lanzingen, im Osten an den Ortsteil Roßbach, im Süden an die Gemeinde Westerngrund im unterfränkischen Landkreis Aschaffenburg, im Westen an Hof Eich, einen zur Gemeinde Linsengericht gehörenden Weiler und im Nord-Westen an den Ortsteil Eidengesäß, ebenfalls in der Gemeinde Linsengericht.
| Eidengesäß |                                             | Lanzingen |
| Hof Eich   | Kompassrose, die auf Nachbargemeinden zeigt | Roßbach   |
|            | Westerngrund                                |           |

## Geschichte

### Neuzeit
Breitenborn/Lützel entstand im Jahr 1753, als der Weiler Lützel und das Dorf Breitenborn zusammengelegt wurden. Breitenborn/Lützel war damals Teil des Amtes Bieber der Grafschaft Hanau-Münzenberg, die selbst wieder seit 1736 zur Landgrafschaft Hessen-Kassel gehörte. 1821 kam es in der ehemaligen, nun Kurfürstentum Hessen genannten Landgrafschaft, zu einer grundlegenden Verwaltungsreform. Das Amt Bieber – und damit auch Breitenborn/Lützel – wurde dem neu gebildeten Landkreis Gelnhausen zugeschlagen.

### Gebietsreform
Am 1. Oktober 1971 wurde die Gemeinde Breitenborn A. B. zusammen mit den Gemeinden Lanzingen und Roßbach im Zuge der Gebietsreform in Hessen in die Gemeinde Bieber eingegliedert, die wiederum seit dem 1. Juli 1974 gemeinsam mit Biebergemünd die (neue) Gemeinde Biebergemünd bildet. Am selben Tag ging der Kreis Gelnhausen im Main-Kinzig-Kreis auf. Für die Ortsteile wurden keine Ortsbezirke nach der Hessischen Gemeindeordnung eingerichtet.
Die Fläche der ehemaligen Gemeinde Breitenborn A. B. betrug 9,33 km².
Einwohnerentwicklung
Quelle: Historisches Ortslexikon
- 1598: 15 Haushaltungen
- 1633: 18 Haushaltungen
- 1753: 30 Haushaltungen mit 126 Personen (gemeinsam mit Lützel)

| Breitenborn: Einwohnerzahlen von 1834 bis 2011 | Breitenborn: Einwohnerzahlen von 1834 bis 2011 | Breitenborn: Einwohnerzahlen von 1834 bis 2011 | Breitenborn: Einwohnerzahlen von 1834 bis 2011 | Breitenborn: Einwohnerzahlen von 1834 bis 2011 |
| --- | ---------------------------------------------- | ---------------------------------------------- | ---------------------------------------------- | ---------------------------------------------- |
| Jahr |                                                |                                                |                                                | Einwohner                                      |
| 1834 | 1834                                           |                                                | 284                                            | 284                                            |
| 1840 | 1840                                           |                                                | 268                                            | 268                                            |
| 1846 | 1846                                           |                                                | 250                                            | 250                                            |
| 1852 | 1852                                           |                                                | 243                                            | 243                                            |
| 1858 | 1858                                           |                                                | 231                                            | 231                                            |
| 1864 | 1864                                           |                                                | 251                                            | 251                                            |
| 1871 | 1871                                           |                                                | 245                                            | 245                                            |
| 1875 | 1875                                           |                                                | 242                                            | 242                                            |
| 1885 | 1885                                           |                                                | 233                                            | 233                                            |
| 1895 | 1895                                           |                                                | 233                                            | 233                                            |
| 1905 | 1905                                           |                                                | 204                                            | 204                                            |
| 1910 | 1910                                           |                                                | 185                                            | 185                                            |
| 1925 | 1925                                           |                                                | 185                                            | 185                                            |
| 1939 | 1939                                           |                                                | 173                                            | 173                                            |
| 1946 | 1946                                           |                                                | 266                                            | 266                                            |
| 1950 | 1950                                           |                                                | 261                                            | 261                                            |
| 1956 | 1956                                           |                                                | 241                                            | 241                                            |
| 1961 | 1961                                           |                                                | 239                                            | 239                                            |
| 1967 | 1967                                           |                                                | 265                                            | 265                                            |
| 1970 | 1970                                           |                                                | 256                                            | 256                                            |
| 1980 | 1980                                           |                                                | ?                                              | ?                                              |
| 1990 | 1990                                           |                                                | ?                                              | ?                                              |
| 2000 | 2000                                           |                                                | ?                                              | ?                                              |
| 2011 | 2011                                           |                                                | 387                                            | 387                                            |
| Datenquelle: Historisches Gemeindeverzeichnis für Hessen: Die Bevölkerung der Gemeinden 1834 bis 1967. Wiesbaden: Hessisches Statistisches Landesamt, 1968. Weitere Quellen: ; Zensus 2011. |                                                |                                                |                                                |                                                |

Religionszugehörigkeit
 Quelle: Historisches Ortslexikon
| • 1885: | 222 evangelische (= 95,28 %), 11 katholische (= 4,72 %) Einwohner  |
| • 1961: | 189 evangelische (= 79,08 %), 47 katholische (= 19,67 %) Einwohner |

## Infrastruktur

### Verkehr

#### Straße
Breitenborn/Lützel ist über die Kreisstraße K 893 mit der Bundesstraße B 276 verbunden (3,5 km), die von Birstein nach Lohr am Main führt. An der Eisernen Hand bei Bad Orb bindet sie an die A 66 an.

#### Bahn
Am Bahnhof Wirtheim gibt es Anschluss an die Kinzigtalbahn Fulda–Frankfurt. Hier verkehrt die Regionalbahn Wächtersbach–Frankfurt im Stundentakt. Die nächsten behindertengerechten Bahnhöfe liegen in Wächtersbach und Gelnhausen.

### Nahverkehr
Ganzjährig verkehren in Breitenborn/Lützel mehrere Buslinien der KVG. Sie schaffen mit den Linien MKK 64 und MKK 65 öffentliche Verkehrsanschlüsse zu allen Ortsteilen der Gemeinde Biebergemünd, nach Wächtersbach mit der Kinzigtalbahn (Hessen) (Bahnhof Wächtersbach) sowie nach Bad Soden-Salmünster, weiterhin zum Bahnhof Gelnhausen und Wirtheim, aber auch zu den Nachbargemeinden Flörsbachtal und Jossgrund. Es gilt der Tarif des Rhein-Main-Verkehrsverbundes.

### Bildung

#### Kindertagesstätten
Im wenige Kilometer entfernten Bieber gibt es eine Kindertagesstätte. Träger ist die Gemeinde Biebergemünd. Betreut werden Kinder ab dem 1. und bis zum 6. Lebensjahr. In 6 Gruppen ist Platz für insgesamt 124 Kinder.
Weitere Kitas innerhalb der Gemeinde gibt es in den Ortsteilen Lanzingen, Kassel und Wirtheim.

#### Schulen
Im nahen Bieber gibt es die Grundschule Biebertal. Die Alteburg-Schule im Ortsteil Kassel hat auch einen Haupt- und Realschulzweig. Darüber hinaus ist die gesamte Gemeinde Biebergemünd an die Friedrich-August-Genth-Schule (Kooperative Gesamtschule) in Wächtersbach, das Grimmelshausen-Gymnasium in Gelnhausen und die Henry-Harnischfeger-Schule (integrierte Gesamtschule) in Bad Soden-Salmünster angebunden.

### Freiwillige Feuerwehr Breitenborn/Lützel
Die Freiwillige Feuerwehr Breitenborn/Lützel ist 1910 gegründet worden, 1993 folgte die Jugendfeuerwehr des Ortsteils. 2009 wurde das Feuerwehrhaus in Breitenborn/Lützel erweitert.
Heute verfügt die Einsatzabteilung der Freiwilligen Feuerwehr Breitenborn/Lützel über 14 Kameraden und Kameradinnen, hinzu kommt die Jugendfeuerwehr mit 3 Personen.

### Dorfgemeinschaftshaus
Das Dorfgemeinschaftshaus liegt im Teilort Breitenborn. Der Saal verfügt über 120 Sitzplätze und eine feststehende große Bühne mit Lautsprecheranlage. Die technische Ausstattung des Dorfgemeinschaftshauses mit Küche, Kühlraum ermöglicht eine sehr vielfältige Nutzung.

## Kultur und Sehenswürdigkeiten
Im Ort gibt es ein Wildgehege.

### Kulturdenkmäler
Siehe Liste der Kulturdenkmäler in Breitenborn/Lützel.

### Vereine
- Freiwillige Feuerwehr Breitenborn-Lützel,
- Gesangsverein Edelweiß Breitenborn/Lützel.

### Freizeit und Tourismus
Spessartbogen

Spessartbogen, Wegmarkierung

Von Langenselbold über Waldrode, Horbach und die Breitenborner Höhe kommend, ist Breitenborn/Lützel der erste von drei Ortsteilen Biebergemünds, am etwa 90 km langen Fernwanderweg Spessartbogen. Es ist ein Zwischenzielpunkte des Wanderweges. Von hier zieht er an Lützelbach und Bieber weiter, über Lanzingen und Kassel nach Bad Orb.

## Persönlichkeiten
Mit Breitenborn-Lützel verbundene Persönlichkeiten
- Albert Leon (1891–1953), Lehrer und Fotograf; ab 1916 als Lehrer in Breitenborn-Lützel ansässig. Er befasste sich intensiv mit der Natur des Nordspessarts. In einer über 5000 Naturaufnahmen umfassenden Sammlung dokumentierte der aus Stuttgart stammende Leon Flora und Fauna seiner neuen Spessartheimat. Die Bilder fanden auch Eingang in die entsprechende Fachliteratur, wie zum Beispiel: Cornel Schmitt, „Naturkundliche Bilderbücher“ (Verlag M. Diesterweg, Frankfurt am Main), und andere. „Leons Großaufnahmen kleinster Tiere und Pflanzen wirkten um 1925 bahnbrechend …“.[11]